# Rhimphalea perlescens
Rhimphalea perlescens là một loài bướm đêm trong họ Crambidae.